# Patrick Ngoma
Patrick Ngoma (ur. 21 maja 1997) – zambijski piłkarz grający na pozycji napastnika. Od 2015 jest zawodnikiem klubu Al-Ittihad Aleksandria.

## Kariera klubowa
Swoją karierę piłkarską Ngoma rozpoczął w klubie Red Arrows FC. W sezonie 2013 zadebiutował w jego barwach w zambijskiej Premier League. W 2015 roku przeszedł do egipskiego klubu Al-Ittihad Aleksandria.

## Kariera reprezentacyjna
W reprezentacji Zambii Ngoma zadebiutował 25 października 2014 w zremisowanym 1:1 towarzyskim meczu z Wybrzeżem Kości Słoniowej. W 2015 roku został powołany do kadry na Puchar Narodów Afryki 2015. Wystąpił na nim w jednym meczu, z Republiką Zielonego Przylądka (0:0).